# Bernhard zu Solms-Braunfels (Offizier, 1800)
Prinz Karl Wilhelm Bernhard zu Solms-Braunfels (* 9. April 1800 in Braunfels; † 24. August 1868 in Oberbiel) war ein hannoverscher und preußischer General der Kavallerie.

## Leben

### Herkunft
Bernhard war Angehöriger des deutschen Fürstengeschlechts Solms-Braunfels. Er war der zweitgeborene Sohn des Fürsten Wilhelm Christian Karl zu Solms-Braunfels (1759–1837) und der Wild- und Rheingräfin Auguste zu Salm-Grumbach (1771–1810). Ferdinand zu Solms-Braunfels (1797–1873) war sein älterer Bruder, Alexius zu Bentheim und Steinfurt (1781–1866) und Johann August Karl zu Wied (1779–1836) waren seine Schwäger. Selbst blieb er unvermählt und verstarb, ohne leibliche Kinder zu hinterlassen.

### Militärlaufbahn
Solms-Braunfels begann seine Laufbahn in der preußischen Armee 1821 als Sekondeleutnant, dem Regiment der Gardes du Corps aggregiert. 1827 bereits zum Rittmeister aufgestiegen, avancierte er 1832 zum Major und Führer des 2. Aufgebots des I. Bataillons (Neuwied) des 29. Landwehrregiments. 1838 hat er seinen Abschied als Oberst erhalten. 
Als Generalmajor à la suite der Armee trat er dann 1839 in hannoversche Dienste ein. Dort war er auch Präsident des Hannoverschen Staatsrats. 1845 stieg er zum Generalleutnant und 1855 zum General der Kavallerie à la suite auf. 
Erneut in preußischen Diensten, wurde er 1867 mit dem Charakter als General der Kavallerie bei den Offizieren à la suite von der Armee angestellt. 
Wie sein Bruder Ferdinand war er Mitglied in der Freimaurerloge Marc Aurel zum flammenden Stern in Marburg; schon sein Vater war Freimaurer.

## Orden
- Großkreuz des Ordens Heinrichs des Löwen,[4] wie sein Vetter Alexander zu Solms-Braunfels
- Großkreuz des Roten Adlerordens
- 1827 Ritter des St. Johanniter Ordens[5]
- 1837 Kommandeur I. Klasse des kurhessischen Hausordens vom Goldenen Löwen[6]
- 1838 Großkreuz des hannoverschen Guelphen-Ordens